# Guebenhouse
Guebenhouse (Duits:  Gebenhausen) is een gemeente in het Franse departement Moselle in de regio Grand Est en maakt deel uit van het arrondissement Sarreguemines. De gemeente telde 415 inwoners op 1 januari 2022.

## Geschiedenis
De gemeente maakte tot 2015 deel uit van het kanton Sarreguemines-Campagne. Toen het kanton op 22 maart 2015 werd opgeheven werd Guebenhouse opgenomen in het kanton Sarralbe.

## Geografie
De oppervlakte van Guebenhouse bedraagt 4,46 vierkante kilometer; Op 1 januari 2022 was de bevolkingsdichtheid 93 inwoners per km².
De onderstaande kaart toont de ligging van Guebenhouse met de belangrijkste infrastructuur en aangrenzende gemeenten.

## Demografie
Onderstaande figuur toont het verloop van het inwonertal.